# Natural Bridge (Alabama)
Pour les articles homonymes, voir Natural Bridge.
Natural Bridge est une municipalité américaine située dans le comté de Winston en Alabama. Lors du recensement de 2010, sa population est de 37 habitants.

## Géographie
Selon le Bureau du recensement des États-Unis, la municipalité s'étend sur 0,43 milles carrés (1,11 km2).

## Histoire
La localité accueille un bureau de poste depuis 1890. Natural Bridge devient une municipalité en 1914 et compte jusqu'à 300 habitants. Durement touchée par la Grande Dépression, la ville perd des habitants et son statut de municipalité, qu'elle retrouve en 1997.
D'abord appelée Lodi, elle change de nom en référence à une formation rocheuse située à proximité (« natural bridge » signifie « pont naturel » en anglais). Dans le parc de Natural Bridge, ouvert en 1954, se trouve en effet le plus long pont rocheux à l'est des Montagnes Rocheuses.

## Démographie
| 1920 | 1930 | 2000 | 2010 |
| ---- | ---- | ---- | ---- |
| 335  | 100  | 28   | 37   |